# Camponotus longiventris
Camponotus longiventris är en myrart som beskrevs av Théobald 1937. Camponotus longiventris ingår i släktet hästmyror, och familjen myror. Inga underarter finns listade.